# Polyscelis
Polyscelis är ett släkte av steklar som beskrevs av Dalla Torre 1897. Polyscelis ingår i familjen puppglanssteklar.